# Alessandro Barnabò
Alessandro Barnabò (ur. 2 marca 1801 w Foligno, zm. 24 lutego 1874 w Rzymie) – włoski duchowny katolicki, kardynał.
Pochodził z arystokratycznego rodu. Święcenia kapłańskie przyjął w 1833. 16 czerwca 1856 Pius IX wyniósł go do godności kardynalskiej. Od 1856 do śmierci był prefektem Kongregacji Rozkrzewiania Wiary. Uczestniczył w obradach Soboru watykańskiego I. W latach 1868–1869 pełnił urząd Kamerlinga Świętego Kolegium Kardynałów.